# ويلي تايلور
ويلي تايلور (بالإنجليزية: Wiley Taylor)‏ هو لاعب كرة قاعدة أمريكي، ولد في 18 مارس 1888 في واميغو في الولايات المتحدة، وتوفي في 8 يوليو 1954 في ويستمورلاند في الولايات المتحدة.

## وصلات خارجية
- ويلي تايلور على موقعبيزبول رفرنس.كوم (الدوري الرئيسي) (الإنجليزية)
- ويلي تايلور على موقعبيزبول رفرنس.كوم (الدوري الثانوي) (الإنجليزية)